# 诺沃塞利察 (胡斯特区)
48°41′59″N 23°29′12″E / 48.69972°N 23.48667°E
诺沃塞利察（烏克蘭語：Новоселиця）是烏克蘭西部外喀爾巴阡州胡斯特區米日希尔亚市镇的村莊，始建於1599年，海拔高度675米，2001年該城鎮人口1,054。